# Zanda (powiat)
Zanda (tyb.  རྩ་མདའ་རྫོང, Wylie rtsa mda' rdzong, ZWPY Zanda Zong; chin. upr. 札达县,  pinyin Zhádá Xiàn) – powiat w zachodnich Chinach, w prefekturze Ngari, w Tybetańskim Regionie Autonomicznym. Siedzibą powiatu jest miasto Zanda. W 1999 roku powiat Zanda liczył 5624 mieszkańców